# 莊廷鑨明史案
莊廷鑨明史案，是清初開國以來的第一宗文字獄，與南山案並稱“清朝江浙兩大獄”。

## 肇始
浙江烏程（今湖州）南潯鎮富戶莊廷鑨，因病眼盲，想學習同為盲人的左丘明，著寫一部史書。但又匱於自己所知不多，便去買得明朝天啟大學士朱國禎的明史概遺稿，延攬江南一帶有志於纂修明史的才子吳炎、潘檉章等十六人加以編輯。書中仍奉尊明朝年號，不承認清朝的正統，還提到了明末建州女真的事，並增補明末崇禎一朝事，直呼努爾哈赤為「奴酋」、清兵為「建夷」，全都是清朝所忌諱的。該書定名為《明書》，書凡一百餘卷，作為自己的著作，並請李令皙作序，題茅元銘、吳之銘、吳之熔、李濤、茅次萊、吳楚、唐元樓、嚴雲起、蔣麟徵、韋金佑、韋一圍、張篙、董二酉、吳炎、潘檉章、陸圻、查繼佐、范驤等十八人於其上，“卷端罗列诸名士，盖欲借以自重。故老相传，二百余人中，多半不与编纂之役。”又說明此書是根據朱氏（即朱國禎）的原稿增刪而成。

## 牽連
書成不久，順治十二年（1655年）莊廷鑨病死。其父莊允誠於順治十七年冬（1660年）將書刻成，即行刊書《明史輯略》（《明書輯略》）。順治十八年（1661年）為歸安知縣吳之榮告發，湖州知府陳永命接受了莊允誠數千兩白銀的賄賂，拒不審理。莊也不向吳之榮行賄。不料吳之榮敲詐不成，再度告發，事情越鬧越大，最後驚動朝廷中的輔政大臣鰲拜等人。當時康熙帝年幼尚未親政，鰲拜責令刑部滿官羅多等到湖州徹查，並嚴厲處置涉案的相關人士。吳之榮對南潯富人朱佑明懷恨在心，誣告「朱氏原稿」即朱佑明本人。莊允誠被逮捕上京，後來不堪虐待死於獄中，莊廷鑨被掘墓開棺焚骨。康熙二年（1663年）凡作序者、校閱者及刻書、賣書、藏書者均被處死，刻字工汤达甫、印刷工李祥甫，書店老闆王雲蛟、陸德儒惨遭屠戮。莊廷鑨之弟莊廷鉞也被凌遲處死，全族獲罪；李令皙及其子李礽燾等4人、朱佑明及其子朱念紹、朱彥紹、朱克紹和侄子朱繹先後被斬首，妻子徐氏吞金自盡，李令皙的幼子十六歲，司法官憐之，命他減供一歲，得免死充軍。少年不肯，最後一併處斬；董二酉當時已死，屍體被從棺材中挖出，肢解成36塊，子董與沂，也被誅殺。湖州府學教授趙君宋本是告發者之一，亦以“私藏逆書久不上繳”罪名被處斬。蘇州滸墅關主事李繼白因買書被殺。提督學政胡尚衡、松江提督梁化鳳、守道張武烈等人以重金行賄得免。范驤、查繼佐、陸圻三人因吳六奇之助，無罪開釋（此处与查继佐条目的记载不符）。告發者吳之榮得到莊允誠、朱佑明兩家大量財產。

## 結案
康熙二年（1663年）五月二十六日莊廷鑨明史案正式結案，此案先後因此獄牽連千餘人，所有被羈押的犯人在杭州虎林軍營被集中宣判執行，囚犯集中在弼教坊廣場上等候發落。被殺者共七十余人，其中莊廷鉞、李令皙、茅元銘、蔣麟徵、張寯、韋元介、潘檉章、吳炎、吳之鎔、吳之銘等十四人凌遲處死；杭州將軍松奎，浙江巡撫朱昌祚以下所有官員，革職查辦，攛掇松奎收賄的程維藩被誅。歸安、烏程的兩名學官處斬。湖州原任知府陳永命於康熙元年（1662年）罷官，至山東台兒莊，自縊於旅館。棺材被運回杭州，開棺磔屍。其弟江寧縣知縣陳永賴，也同時被斬。歸安縣學新任訓導王兆禎、推官李煥、湖州新任知府譚希閔（到任只半月）等人處絞。妻子被發配寧古塔（现黑龙江省牡丹江市附近）者幾百人。顧炎武在山西汾陽聞知慘事，悲憤萬狀，作《書潘吳二子事》及《祭吳潘二節士詩》。

## 衍生作品
金庸《鹿鼎記》首篇即以莊廷鑨明史案開場。

### 引用
1. ↑  清•全祖望，《鮚埼亭集外編》（卷22）：“本朝江浙有兩大獄：一爲莊廷鑨史禍、一爲戴名世《南山集》之禍，予備記其始末，葢爲妄作者戒也。”
2. ↑  陳康祺《郎潜见闻》：“明相国乌程朱文恪公，尝著《明史》，举大经大法者革之，已刊行于世。未刊者为《列朝诸臣传》，国变后，朱氏家中落，以稿本质千金于莊廷鑨。”
3. ↑  陈康祺：《郎潜紀闻初筆》卷十一
4. ↑  王士禎：〈吳順恪六奇別傳〉
5. ↑  翁廣平《書湖州莊氏史獄》載：“吳之榮卒以此起用，並以所籍朱佑明之產給之。後仕至右僉都。”
6. ↑  全祖望《江浙兩大獄記》、翁廣平《書湖州莊氏史獄》記70餘人死亡；紐琇《觚賸》記死200多人，鄧之誠《清詩紀事本末》則記死700多人，陸莘行《老父雲游始末》記誅殺超過千人。